# Vicente Lluch Fuertes
Vicente Lluch Fuertes (Bonrepós, 1771-Valencia, 1812) fue un pintor español.

## Biografía
Natural de la localidad valenciana de Bonrepós, estudió la pintura en la Real Academia de Bellas Artes de San Carlos de la capital de la provincia. En 1792 y 1795, se presentó a los concursos de premios de dicha academia y alcanzó, respectivamente, los premios de segunda y primera clase. El 7 de octubre de 1804, fue designado académico de mérito. Un lienzo de su mano, con los Desposorios de Felipe III en la ciudad del Turia, y otro representando cómo Abigail contiene la indignación de David fueron a parar al museo provincial como regalo a cambio de este reconocimiento. Entre sus obras se cuentan, además de las ya mencionadas, Meleagro presenta la cabeza del Jabalí a Atalanta, Ananías y Safira su mujer mueren de repente a la voz de san Pedro en castigo de su mentira y Lot saliendo de Sodoma. Falleció en Valencia en 1812, cuando contaba 42 años.